# Glomera saccosepala
Glomera saccosepala är en orkidéart som beskrevs av Johannes Jacobus Smith. Glomera saccosepala ingår i släktet Glomera och familjen orkidéer. Inga underarter finns listade i Catalogue of Life.